# Papež Leon II.
Leon II.,  je bil rimski škof, papež in svetnik Rimskokatoliške cerkve, * 611 Sicilija, (Italija, Bizantinsko cesarstvo), † 28. junij 683, Rim, Bizantinsko cesarstvo.

## Življenjepis
Kot njegov predhodnik, je bil tudi Leon redovnik, rojen na Siciliji, in sicer benediktinec. Bil je izredno izobražen in vešč tako v latinščini kot tudi v grščini.
Leon je bil sicer izvoljen za papeža kmalu po Agatonovi smrti, vendar se je posvetitev zavlekla več kot eno leto; verjetno zato, ker ga cesar ni hotel potrditi, čeprav se je njegov predhodnik že dogovoril, da Bizanc glede tega ne bo delal več težav. Glavni razlog pa je bila počasno potovanje poslanstva s koncila, ki se je sicer končal že 16. septembra 682, vendar so koncilski očetje prispeli v Rim šele naslednje leto sredi julija s pismom cesarja Konstantina IV., tokrat naslovljenem že na novega papeža. 
V zgodovino se je zapisal že s tem, ker je sprejel in potrdil sklepe Tretjega carigrajskega vesoljnega cerkvenega zbora, ki so jih brez pridržkov sprejeli najprej v Carigradu, kjer jih je cesar z odlokom zapovedal kot državni zakon po celem bizantinskem cesarstvu, nato pa jih je papež razširil na vso Cerkev . 
Z bizantinskim cesarjem Konstantinom IV. je vodil daljši spor zaradi cerkvenega razkola. Uspešno je dokončal ravenski cerkveni razkol in tudi z njimi vzpostavil krščansko vzajemnost. V zameno je cesar dosegel, da ravenskemu škofu ni bilo treba plačevati davkov papežu. 

## Smrt in češčenje
Papež Leon II. je umrl 28. junija 683 v Rimu. Na ta dan se obhaja tudi njegov god. Pokopali so ga v cerkvi svetega Petra v Vatikanu.